# Шестокраки
Шестокраките (Hexapoda), наричани също Хексаподи, са подтип животни от тип Членестоноги (Arthropoda).
Това е най-голямата група членестоноги, включваща животни с компактно тяло и три чифта крака. Описаните видове шестокраки са около 1 милион, като най-многобройни сред тях са насекомите.

## Класове
Подтип Шестокраки (Hexapoda)
- Клас Насекоми (Insecta)
- Клас Скриточелюстни насекоми (Entognatha)